# Craig Mazin
Pour les personnes ayant le même patronyme, voir Mazin.
Craig Mazin est un scénariste, réalisateur producteur et acteur américain né le 8 avril 1971. Il est surtout connu pour avoir scénarisé les séries à succès Chernobyl et The Last of Us.

## Biographie
Craig Mazin naît en 1971 à Brooklyn, au sein d'une famille juive ashkénaze. Il fait ses études à l'Université de Princeton où il a pour camarade de chambre le sénateur républicain Ted Cruz, qu'il dit avoir détesté.
Impliqué dans le projet de film Borderlands, adaption tournée en 2021 de la série de jeux vidéo éponyme, le nom de Craig Mazin n'apparaît cependant pas en 2023 dans les crédits du film. Celui-ci est remplacé par le pseudonyme « Joe Crombie », signe probable que le scénariste se désolidarise du film et ne souhaite plus y voir son nom attaché.
À partir des années 2020, Mazin considère avoir pris sa « retraite » du cinéma. Il n'intervient plus sur des films que de manière irrégulière, à la requête spécifique de leurs réalisateurs, comme c'est le cas pour Dune, deuxième partie. Son implication ne dure que quelques semaines, et il est prévu qu'il y soit crédité pour son apport en « contenu littéraire supplémentaire », étant intervenu bien après que le premier script a été achevé.

## Filmographie

### Comme scénariste

#### Cinéma
- 1997 : Rocket Man de Stuart Gillard
- 1998 : Supersens de Penelope Spheeris
- 2003 : Scary Movie 3 de David Zucker
- 2006 : Scary Movie 4 de David Zucker
- 2008 : Super Héros Movie de Craig Mazin
- 2011 : Very Bad Trip 2 de Todd Phillips
- 2013 : Arnaque à la carte de Seth Gordon
- 2013 : Very Bad Trip 3
- 2016 : Le Chasseur et la Reine des glaces de Cédric Nicolas-Troyan

#### Télévision
- 2019 : Chernobyl (série télévisée) : Créateur, showrunner et producteur
- 2021 : Mythic Quest : Saison 2 épisode 6
- Depuis 2023 : The Last of Us : Cocréateur, showrunner et producteur

### Comme réalisateur
- 2000 : The Specials
- 2008 : Super Héros Movie

### Comme producteur

#### Cinéma
- 2000 : The Specials de Craig Mazin
- 2006 : Scary Movie 4 de David Zucker
- 2006 : L'École des dragueurs de Todd Phillips
- 2008 : Super Héros Movie de Craig Mazin

#### Télévision
- 2019 : Chernobyl (série télévisée)
- Depuis 2023 : The Last of Us (série télévisée)

## Récompenses et distinctions
- Emmy Awards 2019 : Meilleur scénario pour Chernobyl